# Tamara Ecclestone – Billion $$ Girl
Tamara Ecclestone – Billion $$ Girl ist eine Personality-Soap über Tamara Ecclestone, die Tochter des britischen Automobilsport-Funktionärs, Unternehmers und Geschäftsführers der Formel-1-Holding SLEC Bernie Ecclestone.

## Konzept

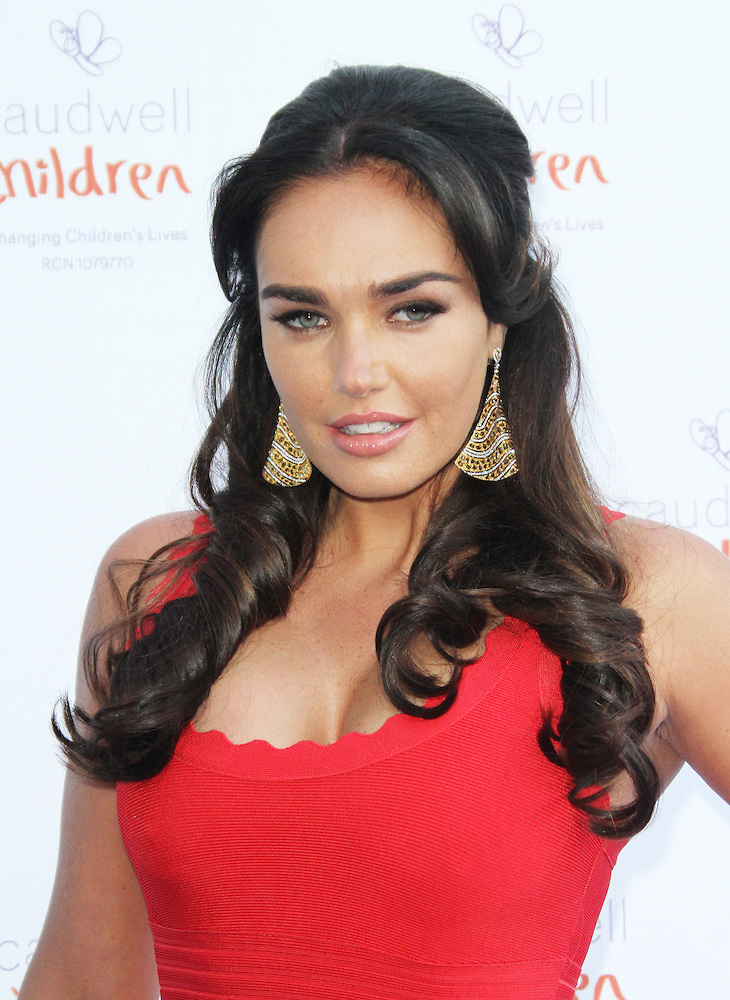
Tamara Ecclestone (2013)

Die Personality-Soap zeigt Ecclestone in der Luxus-, Party- und Glamourwelt als Prominente. Ein Kamerateam begleitet sie in ihrem alltäglichen Leben unter anderem bei Businessterminen für ihre Haarpflegeprodukte, Fotoshootings und Hundesalonbesuchen.

## Produktion, Ausstrahlung und Rezeption

### Großbritannien
In Großbritannien lief die Personality-Soap vom 4. bis zum 18. November 2011 auf Channel Five. Es wurden drei Folgen mit je 60 Minuten produziert und ausgestrahlt.
Channel Five verlängerte die Personality-Soap um keine weitere Staffel.

### Deutschland
Am 3. April 2012 wurde bekannt, dass der deutsche Fernsehsender sixx die Personality-Soap Tamara Ecclestone – Billion $$ Girl nach der neuen Eigenproduktion Jill Kussmacher: Glamour, Grill & Hollywood ausstrahlen lässt. So strahlte der Sender sechs Folgen mit einer Länge von jeweils 30 Minuten vom 15. Mai bis zum 19. Juni 2012 dienstags um ca. 22.10 Uhr aus.
Die Einschaltquoten in Deutschland waren unter dem Senderschnitt.
| Staffel | Folgen | Sendeplatz         | Staffelpremiere | Staffelfinale | Zuschauer | Zuschauer       | Marktanteil | Marktanteil     |
| Staffel | Folgen | Sendeplatz         | Staffelpremiere | Staffelfinale | Gesamt    | 14 bis 49 Jahre | Gesamt      | 14 bis 49 Jahre |
| ------- | ------ | ------------------ | --------------- | ------------- | --------- | --------------- | ----------- | --------------- |
| 1       | 6      | Dienstag 22:20 Uhr | 15. Mai 2012    | 19. Juni 2012 | 0,06 Mio. | 0,04 Mio.       | 0,2 %       | 0,3 %           |

### International
Des Weiteren wurde die Fernsehsendung bisher unter anderem ins Italienische und Slowakische übersetzt. Darüber hinaus wurde sie nach Australien, Belgien, Estland, Finnland, Neuseeland und Norwegen verkauft.

## Episodenliste
Die Erstausstrahlung der ersten Staffel war vom 4. bis zum 18. November 2011 auf dem englischen Sender Channel Five zu sehen.
Die deutschsprachige Erstausstrahlung der ersten Staffel war vom 15. Mai bis zum 19. Juni 2012 auf dem deutschen Sender Sixx zu sehen.
| Nr. | Deutscher Titel | Originaltitel | Erstausstrahlung UK | Deutschsprachige Erstausstrahlung (D) |
| --- | --------------- | ------------- | ------------------- | ------------------------------------- |
| 1   | Folge 1         | Folge 1.1     | 4. Nov. 2011        | 15. Mai 2012                          |
| 2   | Folge 2         | Folge 1.2     | 4. Nov. 2011        | 22. Mai 2012                          |
| 3   | Folge 3         | Folge 2.1     | 11. Nov. 2011       | 29. Mai 2012                          |
| 4   | Folge 4         | Folge 2.2     | 11. Nov. 2011       | 5. Juni 2012                          |
| 5   | Folge 5         | Folge 3.1     | 18. Nov. 2011       | 12. Juni 2012                         |
| 6   | Folge 6         | Folge 3.2     | 18. Nov. 2011       | 19. Juni 2012                         |